# Свистухін Микола Якович
Микола Якович Свистухін (нар. 14 травня 1947, Дзержинськ, Горківська область, СРСР) — радянський хокеїст, нападник.
Виступав за команди «Торпедо» (Горький), ЦСКА (Москва), «Сокіл» (Київ) і «Машинобудівник» (Київ). Кольори українських команд захищав протягом шести сезонів (всього в лігових матчах закинув 83 шайби).
Віце-чемпіон першої ліги 1978. У вищій лізі провів 306 матчів, 63 закинуті шайби, 26 результативних передач.